# 梁泰平
梁泰平（1931年10月—2015年5月25日），男，台湾高雄人，中华人民共和国政治人物，曾任中华全国台湾同胞联谊会副会长，上海市台湾同胞联谊会名誉会长，第八届全国政协委员，中共十三大、十四大代表。